# Ein Leben lang (1974)
Ein Leben lang (französisch Toute une vie) ist ein französisch-italienischer Film von Claude Lelouch aus dem Jahr 1974.

## Handlung
Die Geschichte beginnt im Frankreich vor dem Ersten Weltkrieg mit einer stummen Schwarz-Weiß-Sequenz, in der ein Mann in einem Park eine Lumière-Filmkamera bedient und eine Frau dazu verführt, die Kurbel zu drehen. Nach der Geburt seines Kindes, während er in der französischen Armee dient, wird er im Kampf getötet und hinterlässt seiner Witwe und seinem Sohn posthum Medaillen.
Im Mittelpunkt steht ein General, der die Orden verleiht und später ein Chormädchen heiratet, nur um ihre Untreue zu entdecken und sie zu ermorden. Die Erzählung wechselt dann zu historischen Ereignissen wie der Hinrichtung der Familie Romanow und dem Durchbruch der Tonaufnahme, der zum Zweiten Weltkrieg und zum Holocaust führte.
Der Film stellt Rachel Stern, die Tochter der ermordeten Frau des Generals, und David Goldman, den Sohn des Kameramanns von Lumière, vor. Sie lernen sich als jüdische KZ-Überlebende kennen, tauschen Familienfotos aus und bekommen später ein Kind namens Sarah. Der Film wechselt in Farbe, als Sarah heranwächst und zum Ebenbild ihrer verstorbenen Mutter wird.
An ihrem 16. Geburtstag verliert Sarah ihre Unschuld an einen französischen Popstar. In der Zwischenzeit wird der Kleinkriminelle Simon Duroc verhaftet und kommt ins Gefängnis. Er freundet sich mit einer Köchin an und lernt fotografieren. Sarah und Simon, beide von einer schwierigen Vergangenheit gezeichnet, teilen unbewusst ähnliche Charaktereigenschaften. Im Laufe der Jahre kämpft Sarah mit gescheiterten Beziehungen und unternimmt sogar einen Selbstmordversuch.
Um Sarah zu helfen, nimmt ihr Vater sie mit auf eine Weltreise und erinnert sich an seine Gespräche mit Rachel. Trotz seiner Ratschläge bleibt Sarah in einer unangemessenen Liebe gefangen. Simon, inzwischen aus dem Gefängnis entlassen, verdient sein Geld mit Überwachungsfotos und wagt sich später an die Produktion von Pornofilmen.
Sarahs Leben führt sie nach Italien, wo sie mit Hilfe eines Freundes versucht, schwanger zu werden, aber scheitert. Simon und sein Freund Charles haben Erfolg mit einem umstrittenen Pornofilm. Die beiden Handlungsstränge kreuzen sich auf einer Party, was zur Verhaftung von Simon und Charles führt. Sarah, die nun über ihre Erziehung schreibt, willigt ein, einen Italiener zu heiraten, lässt sich aber kurz darauf wieder scheiden. Ihr Vater stirbt, woraufhin Simon seinen Traum verwirklicht, einen Spielfilm zu drehen.
Der von Bitterkeit geprägte Film erhält schlechte Kritiken, woraufhin Simon wieder Werbefilme dreht. Ohne voneinander zu wissen, arbeiten Sarah und Simon im selben Gebäude. Sarah, die die Weisheit ihres Vaters erkannt hat, schlägt progressive Veränderungen in der Firma vor, stößt aber auf den Widerstand eines Gewerkschaftsagitators.
Simon, der von der Werbung desillusioniert ist, beginnt einen autobiographischen Film zu drehen, in dem er Ereignisse aus seinem Leben nachstellt. Es kommt zu zwei Beinahebegegnungen zwischen Simon und Sarah, die sich jedoch nicht wahrnehmen. Simons Film wird ein Erfolg und Sarah sieht sein Interview im Fernsehen.
Auf dem Höhepunkt verlässt Sarah ihre stabile, aber langweilige Beziehung, um nach New York zu gehen und Geld für Israel zu sammeln. Zur gleichen Zeit reist auch Simon nach New York, um sich inspirieren zu lassen. Ihre Wege kreuzen sich am Flughafen und sie sitzen nebeneinander im Flugzeug. Der Film endet mit ihrem Gepäck auf einem Gepäckband, das ihre Verbindung symbolisiert.

## Produktion
Lelouch wandte bei diesem Film das Prinzip der simultanen zweisprachigen Filmproduktion an: Für jede Kameraeinstellung traten die Schauspieler zweimal auf (auf Englisch und auf Französisch), so dass weder die französische noch die englische Fassung synchronisiert oder untertitelt wurden.
Viele autobiografische Elemente kommen zum Tragen, vor allem in der Entwicklung der Figur des Simon Duroc. Wie Duroc stieß auch Lelouchs erster Spielfilm auf breite Ablehnung, und sein erfolgreicher Nachfolger Ein Mann und eine Frau enthielt eine Sequenz am Strand von Deauville.
Die französische Originalfassung hatte ein dramatischeres Ende, bei dem das Flugzeug mit Sarah und Simon nach ihrer Begegnung abstürzte, was die Vollendung ihres gemeinsamen Schicksals bedeutete.
Der amerikanische Titel geht auf die Verwendung des Liedes „Et Maintenant“ von Gilbert Bécaud am Höhepunkt des Films zurück; der Titel des Liedes bedeutet wörtlich „Und jetzt“, und das Lied wurde ein Welthit, als es mit englischem Text als „What Now My Love“ aufgenommen wurde.
Ein Leben lang wurde 1975 für den Oscar für das beste Originaldrehbuch nominiert. Der Film wurde auch bei den Filmfestspielen von Cannes 1974 gezeigt, wurde aber nicht in den Hauptwettbewerb aufgenommen.

## Musik
Im Film werden viele Lieder des französischen Sängers Gilbert Bécaud verwendet, der im Film auch eine fiktive Version seiner selbst spielt. Bei der amerikanischen Veröffentlichung wurden die Namen seiner Lieder und die Zeit, in der er sie sang, sowie andere, weniger bekannte französische Popsongs und Interpreten in den Untertiteln genannt. Dies war wichtig, um zu zeigen, dass Bécaud, der dem englischsprachigen Publikum nicht bekannt war, ein entscheidendes Element der Geschichte war, da beide Protagonisten von ihm und seiner Musik besessen waren und seine Anwesenheit ständig über ihrem Leben schwebte.